# Rebelião tuaregue (1916-1917)
A rebelião tuaregue de 1916-1917 ou Revolta de Kaocen foi uma insurreição armada contra o governo colonial francês ocorrida nas Montanhas de Aïr no atual norte do Níger.

## Conflito
A revolta foi liderada por Ag Mohammed Wau Teguidda Kaocen (1880–1919), membro da ordem sufista anti-francesa Sanusiya. Kaocen foi o Amenokal (chefe) da confederação tuaregue Ikazkazan. Desde 1909, Kaocen participou em diversas batalhas contra as forças coloniais, a maioria de pouca importância. Quando o líder de sua ordem, declarou uma jiade contra os franceses em outubro de 1914 na cidade oásis de Cufra, na Cirenaica (Líbia), Kaocen comandou suas forças. O sultão Tagama de Agadez permaneceu leal aos europeus e com o apoio destes consegue submeter a revolta.
Kaocen e seu irmão Mokhtar Kodogo lideraram uma força de mil homens armados com rifles de repetição e uma pistola roubadas dos italianos, sitiaram Agadez a partir de 17 de novembro de 1916 e derrotaram várias colunas inimigas enviadas em seu auxílio. Eles tomaram todas as grandes cidades de Air, incluindo Ingall, Assodé e Aouderase, e dominaram a região por mais de três meses. Mas em 3 de março de 1917, uma coluna enviada de Zinder libertou Agadez do seu sítio e dedicou-se a atacar o povo que deu proteção aos insurgentes, prendendo qualquer pessoa suspeita de proteger-los e executando 130.
Kaocen fugiu para o norte, mas foi enforcado em março de 1919 em Murzuque. Seu irmão foi morto por forças francesas em 1920, quando uma revolta que conduziu entre os Tubus e Fulas no Sultanato de Damagaram foi derrotada.